# Республиканская крестьянская национальная партия
Республиканская крестьянская национальная партия (тур. Cumhuriyetçi Köylü Millet Partisi, CKMP) — турецкая консервативно-националистическая партия, действовавшая с конца 1950-х по конец 1960-х годов. По инициативе Алпарслана Тюркеша преобразована в ультраправую Партию националистического движения.

## Консервативная оппозиция
Партия была создана объединением Республиканской национальной партии крупного политика Османа Бёлюкбаши и Турецкой крестьянской партии, созданной по инициативе известного археолога Ремзи Огуза Арыка (к тому времени погибшего в авиакатастрофе). Объединительный съезд состоялся 16 октября 1958 года. Председателем партии был избран Осман Бёлюкбаши.
CKMP находилась в оппозиции правительству Аднана Мендереса, считая его курс противоречащим национальным традициям Турции. Выступала с позиций консервативного национализма и аграризма. Партия в целом поддержала военный переворот 27 мая 1960 года, приведший к свержению правительства и казни Мендереса.

## Внутрипартийный конфликт
На парламентских выборах 1961 года CKMP собрала почти 14 % голосов. В 1962 партия получила предложение присоединиться к правительственной коалиции Исмета Инёню. Осман Бёлюкбаши был категорически против (сказывалась его негативное отношение к Инёню). Однако большинство руководства партии приняли предложение. После этого Бёлюкбаши вышел и CKMP. Новым председателем стал Ахмет Огуз.
Уход популярного лидера подорвал позиции партии. На выборах 1965 года CKMP получила лишь 2,2 %.

## Приход Тюркеша
Переломным моментом истории CKMP стало 31 марта 1964 года — вступление в партию полковника Алпарслана Тюркеша. 1 августа 1965 Тюркеш был избран председателем (прежние руководители, в том числе Огуз, были вынуждены выйти из партии). Под его руководством произошёл резкий сдвиг в направлении правого радикализма. Фактически партия кардинально изменила характер, превратившись из консервативной организации в ультраправую.
Эволюция завершилась 9 февраля 1969 года переименованием в Партию националистического движения.